# História da lógica
Este artigo é uma tradução para o português brasileiro do artigo history of logic  da Wikipedia inglês 
A história da lógica documenta o desenvolvimento da lógica em várias culturas e tradições. Apesar de muitas culturas terem usado complicados sistemas de raciocínio, somente na China, Índia e Grécia os métodos de raciocínio tiveram um desenvolvimento sustentável. Embora as datas sejam incertas, especialmente no caso da Índia, é possível que a lógica tenha emergido nos três países por volta do século IV a.C. A lógica moderna descende da tradição grega, mas também há influências de filósofos islâmicos e de lógicos europeus da era medieval que tiveram contato com a lógica aristotélica.

## Lógica na China
Mozi, “Máster Mo”, um contemporâneo de Confúcio, é creditado como o fundador da escola Mohista, cujos ensinamentos lidavam com os problemas relacionados com a inferência  e com as condições das conclusões corretas. Em particular, uma das escolas que cresceu além do Mohismo, os “the Logicians?”, são creditados por alguns estudiosos como sendo umas das primeiras escolas a investigar a lógica formal. Infelizmente, por causa da violência e das leis da dinastia Qin, essa linha de investigação desapareceu da China até a introdução da filosofia indiana pelos Budistas

## Lógica na Índia
Os Nyaya Sutras do Akasapada Gautama são os centros da escola da Nyaya, uma das seis escolas ortodoxas da filosofia Hindu. Esta escola criou um rígido esquema de cinco membros de inferência envolvendo uma premissa inicial: uma razão, um exemplo, uma aplicação e uma conclusão. A filosofia idealista Budista foi a maior oponente dos Nayaykas. Nagarjuna, o fundador da Madhyamika “caminho do meio” desenvolveu uma análise conhecida como “catuskoti” ou tetralema. Mas foi com Dgnaga e o seu sucessor Dharmakirti que a lógica budista atingiu seu ápice. A base da analise deles é a definição da necessidade de uma dedução lógica, “vyapti”, também conhecida como concomitância ou “pervasion?”. Para esse fim uma doutrina chamada “apoha” ou diferenciação foi desenvolvido. As dificuldades envolvidas neste sistema, em parte, estimularam a escola dos neo-escolásticos de Navya-Nyaya, que introduziu a análise formal da inferência no século XVI.

## Lógica na Grécia
Na Grécia, duas importantes tradições emergiram. A Lógica estoica com as suas raízes em Euclides de Mégara, um pupilo de Sócrates, e é baseada na lógica proposicional que talvez foi a mais próxima da lógica moderna. Entretanto, a tradição que sobreviveu para mais tarde influenciar outras culturas foi a lógica aristotélica, o primeiro tratado grego sobre a sistematização da lógica. Na inspeção de Aristóteles sobre os silogismo há quem diga que existe uma interessante comparação com o esquema de inferência dos indianos e com a menos rígida discussão chinesa.
Através do latim na Europa, e outras línguas mais ao oeste, como árabe e armênio, a tradição aristotélica era considerada uma codificação superior das leis do raciocínio. Somente no século XIX, com o maior familiaridade com a cultura clássica indiana e um conhecimento mais profundo da China é que essa percepção mudou.

## Lógica na filosofia islâmica
Após a morte de Muhamed, a lei islâmica desempenhou uma forte influência na formação dos padrões dos argumentos, o que permitiu uma argumentação romanceada no Kalan, mas essa influência foi amenizada  por algumas ideias da filosofia grega que surgiram com o crescimento dos filósofos Mu’tazilah que tentaram combinar a lógica e o racionalismo da filosofia grega com a doutrina islâmica e mostrar que as duas estão inerentemente interligadas. A influência dos tratados gregos sobre os filósofos islâmicos foi crucial na aceitação da lógica grega pela Europa medieval, e os comentários de Averróis sobre o Órganon teve um papel importante no subseqüente desenvolvimento da lógica medieval européia.
Apesar da sofisticação lógica de Al-Ghazali, o crescimento da escola Asharite lentamente sufocou os tratados em lógica do mundo islâmico.

## Lógica medieval
“Lógica medieval” (também conhecida como lógica escolástica) é a lógica aristotélica desenvolvida na era medieval no período de 1200-1600 d.C. Esta tradição foi fundamentada através de textos como o Tractatus do Pedro da Espanha (século XIII), cuja verdadeira identidade é desconhecida.
Tomás de Aquino foi o filósofo que ousou mudar a antiga concepção tradicional, baseada em Platão e Agostinho, concebendo uma visão aristotélica, e desenvolvendo a escolástica tomista.
Essa antiga tradição também recebeu diversas considerações diferentes no século XIV com as obras de William de Ockham (1287-1347) e Jean Buridan.
As últimas obras dessa tradição são “Lógica” de John Poinsot (1589-1644, também conhecido como John de St Thomas), e o “Discussões Metafísicas” de Francisco Suarez (1548-1617).

## Lógica tradicional
Esta tradição começou com o livro Lógica, ou a arte do pensamento ou Lógica de Port-Royal de Antoine Arnauld e Pierre Nicole. Publicado em 1662, esse livro foi a mais influente introdução em lógica até o início do século XX. Port-Royal Logic apresenta ao leitor uma doutrina cartesiana (onde uma proposta é uma combinação de ideias ao invés de termos) com uma estrutura que deriva da lógica aristotélica e medieval. O livro teve oito edições entre 1664 e 1700. Ele foi reimpresso em inglês ate o fim do século XIX.
A descrição das proposições que Locke faz em Uma Tese a Respeito do Entendimento Humano é a mesma do Port-Royal. “Proposições verbais, que são palavras, são signos que representam nossas idéias, juntando-as ou separando-as em  sentenças verdadeiras ou falsas. Então estas proposições consistem em juntar ou separar esse signos de acordo com as coisas que eles representam para concordar ou discordar.” (Locke, Uma Tese a Respeito do Entendimento Humano, IV. 5 6)
Obras que se enquadram nessa tradição incluem Isaac Watts Lógica: Ou, o Correto Uso da Razão (1725), Lógica de Richard Wately (1826), e uma das últimas grande obras dessa tradição Um Sistema Lógico de John Stuart Mill (1843), que foi a que mais viajou nisso tudo.

## O advento da lógica moderna
Historicamente, René Descartes, deve ter sido o primeiro filósofo a utilizar as técnicas algébricas como meio de exploração científica. A ideia de um “cálculo do raciocínio” também foi cultivada por Gottfried Wilhelm Leibniz.
Gottlob Frege no (Begriffschrift, ou ideografia) criou um sistema de representação simbólica para representar formalmente a estrutura dos enunciados lógicos e suas relações, e a invenção do cálculo dos predicados. Esta parte da decomposição funcional da estrutura interna das frases (substituindo a velha dicotomia analítica sujeito-predicado, herdada da tradição lógica aristotélica, pela oposição matemática função-argumento) e da articulação do conceito de quantificação (implícito na lógica clássica da generalidade), tornando assim possível a sua manipulação em regras de dedução formal. (os enunciados "para todo o x", "existe um x" que denotam operações de quantificação sobre variáveis lógicas têm a sua origem no seu trabalho fundador, ex: "Todos os humanos são mortais" se torna "Todos os X são tais que, se x é um humano então x é mortal.").
Ao contrário de Aristóteles, e mesmo de Boole, que procuravam identificar as formas válidas de argumento, a preocupação básica de Frege era a sistematização do raciocínio matemático, ou dito de outra maneira, encontrar uma caracterização precisa do que é uma “demonstração matemática”. Frege havia notado que os matemáticos da época freqüentemente cometiam erros em suas demonstrações, supondo assim que certos teoremas estavam demonstrados, quando na verdade não estavam. Para corrigir isso, Frege procurou formalizar as regras de demonstração, iniciando com regras elementares, bem simples, sobre cuja aplicação não houvesse dúvidas. O resultado que revolucionou a lógica, foi a criação do cálculo de predicados (ou lógica de predicados).
Em 1889 Giuseppe Peano publicou seus nove axiomas, que mas tarde cinco destes vieram a ser conhecido com axiomas de Peano e, destes cinco, um veio a ser a formalização do princípio da indução matemática

## Leituras adicionais
- BLANCHE, Robert; DUBUCS, Jacques-Paul. História da Lógica. Edições 70 (Portugal), 1a edição 2001 400p. ISBN 9724411028
- BLANCHE, Robert. História da Lógica de Aristóteles a Bertrand Russell. Lisboa: Edições 70, 1985. ISBN 9724403548
- KNEALE, William & Marta Kneale. O desenvolvimento da Lógica. Trad. M. S. Lourenço. Lisboa: Fundação Calouste Gulbenkian, 1968.